# Jackson Richardson
Pour l’article homonyme, voir Richardson.
Jackson Moïse Richardson, né le 14 juin 1969 à Saint-Pierre (La Réunion), est un handballeur français évoluant au poste de demi-centre dans les années 1990 et 2000 et reconverti entraîneur.
Capitaine de l'équipe de France de handball, médaille de bronze aux JO de Barcelone en 1992 et double champion du monde (1995 et 2001), il a été choisi pour être le porte-drapeau de la délégation des sportifs français lors de la cérémonie d'ouverture des Jeux olympiques d'Athènes, le 13 août 2004. Élu meilleur joueur du monde en 1995, son style tout en improvisation et son instinct en font un des joueurs les plus reconnus de sa génération. Avec 417 matchs joués sous le maillot de l'équipe de France, il est le handballeur le plus sélectionné de toutes les équipes nationales. Le 30 avril 2023, il entre dans le Hall of Fame du handball français.
Entre 2015 et 2018, il connaît sa première expérience en tant qu'entraîneur au Dijon Métropole Handball. Il est également sélectionneur de l'équipe nationale du Gabon de 2017 à 2018.
Il est le père de Melvyn Richardson, également handballeur international.

## Biographie

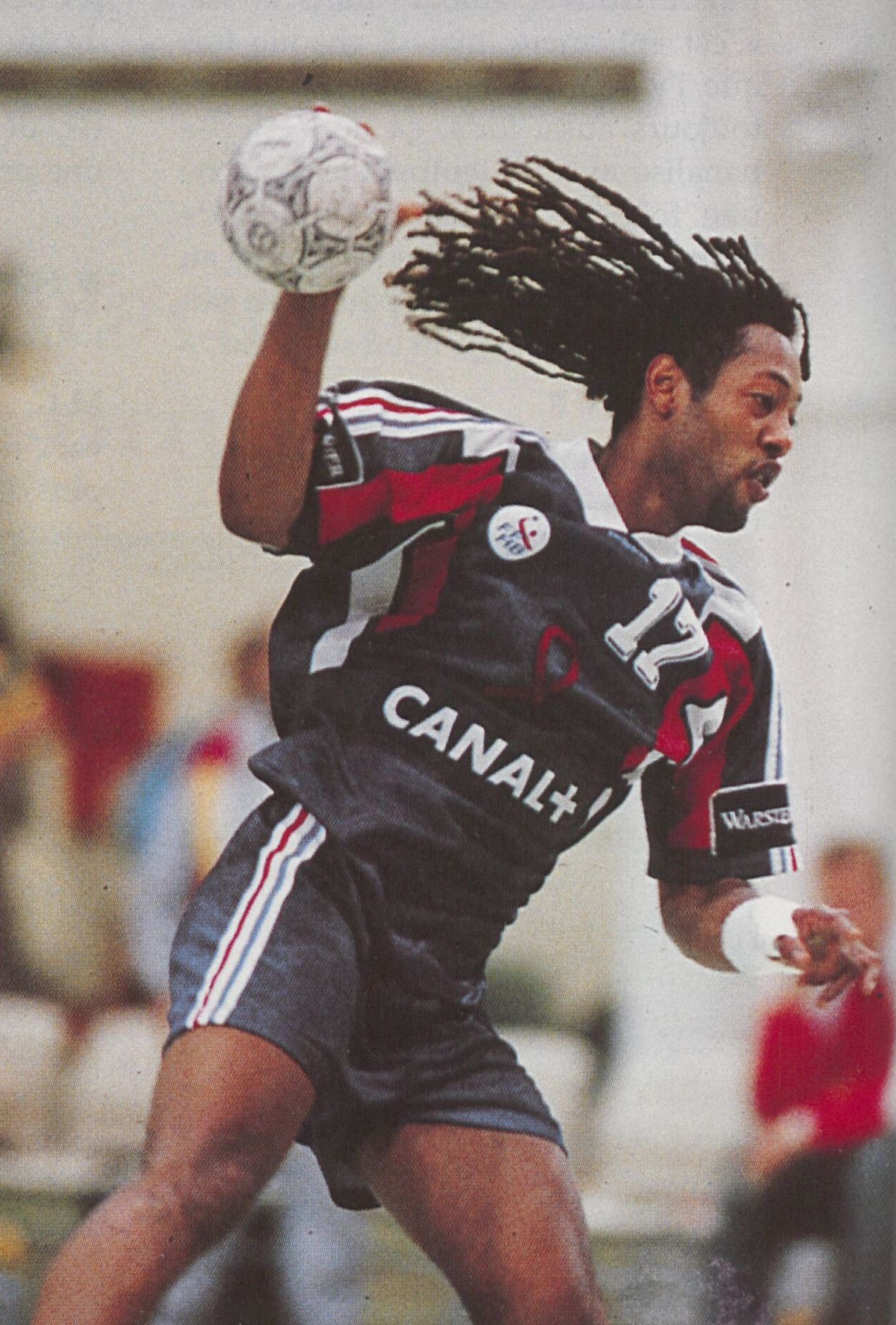
Jackson Richardson en 1995

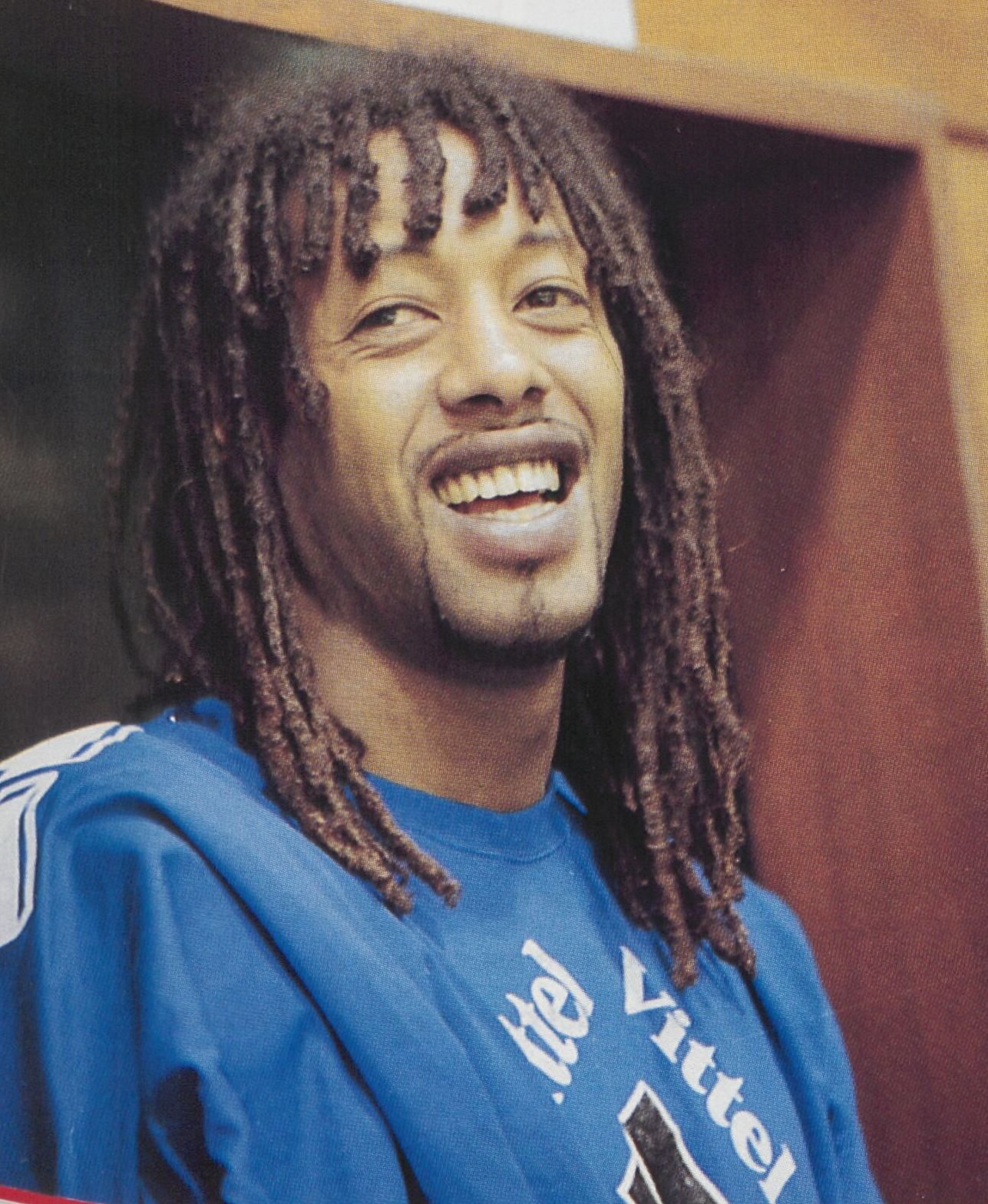
Richardson, en mai 1997

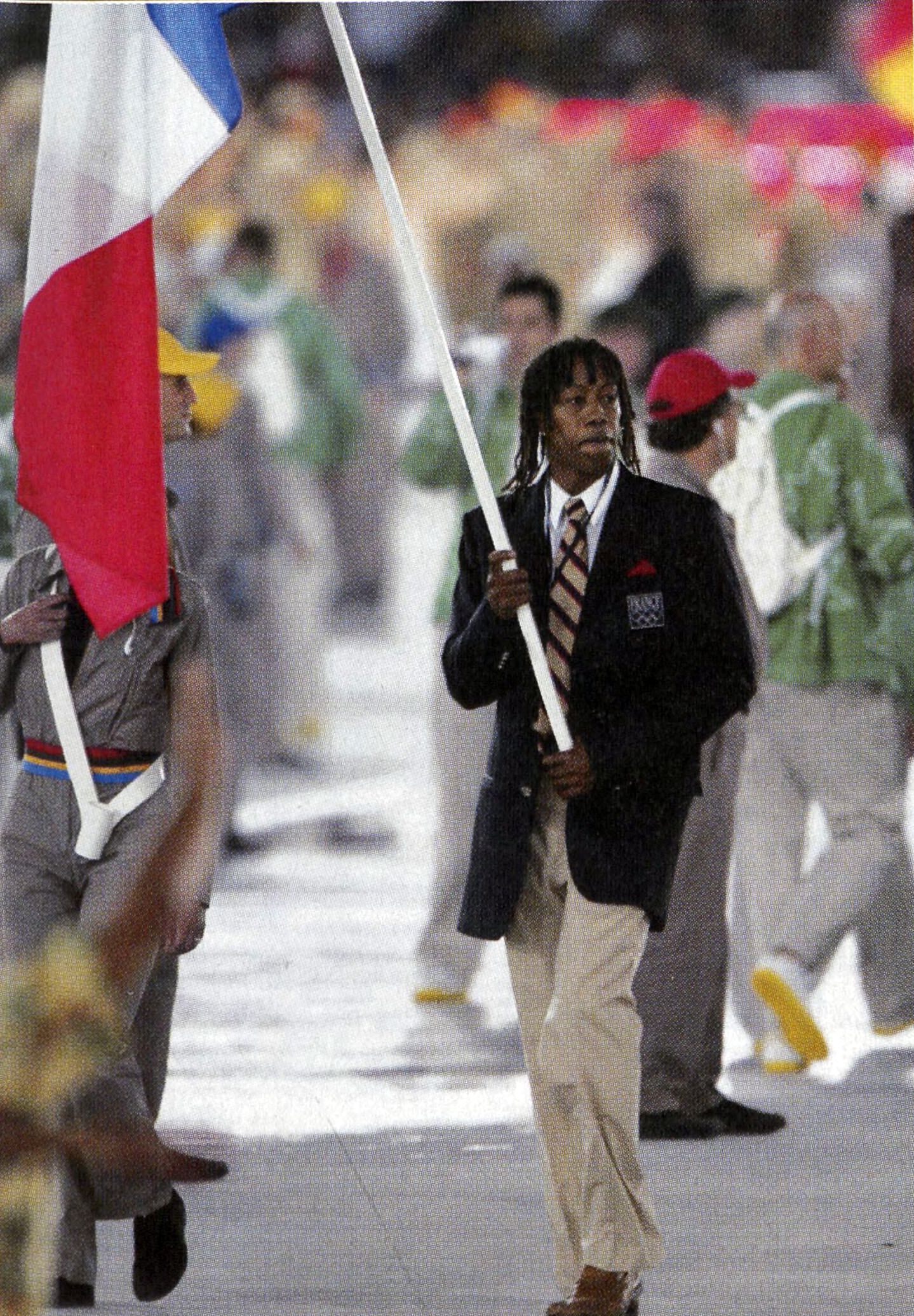
Jackson Richardson était le porte-drapeau de la France aux JO 2004.

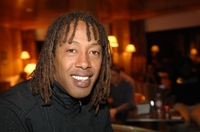
Richardson, en décembre 2007

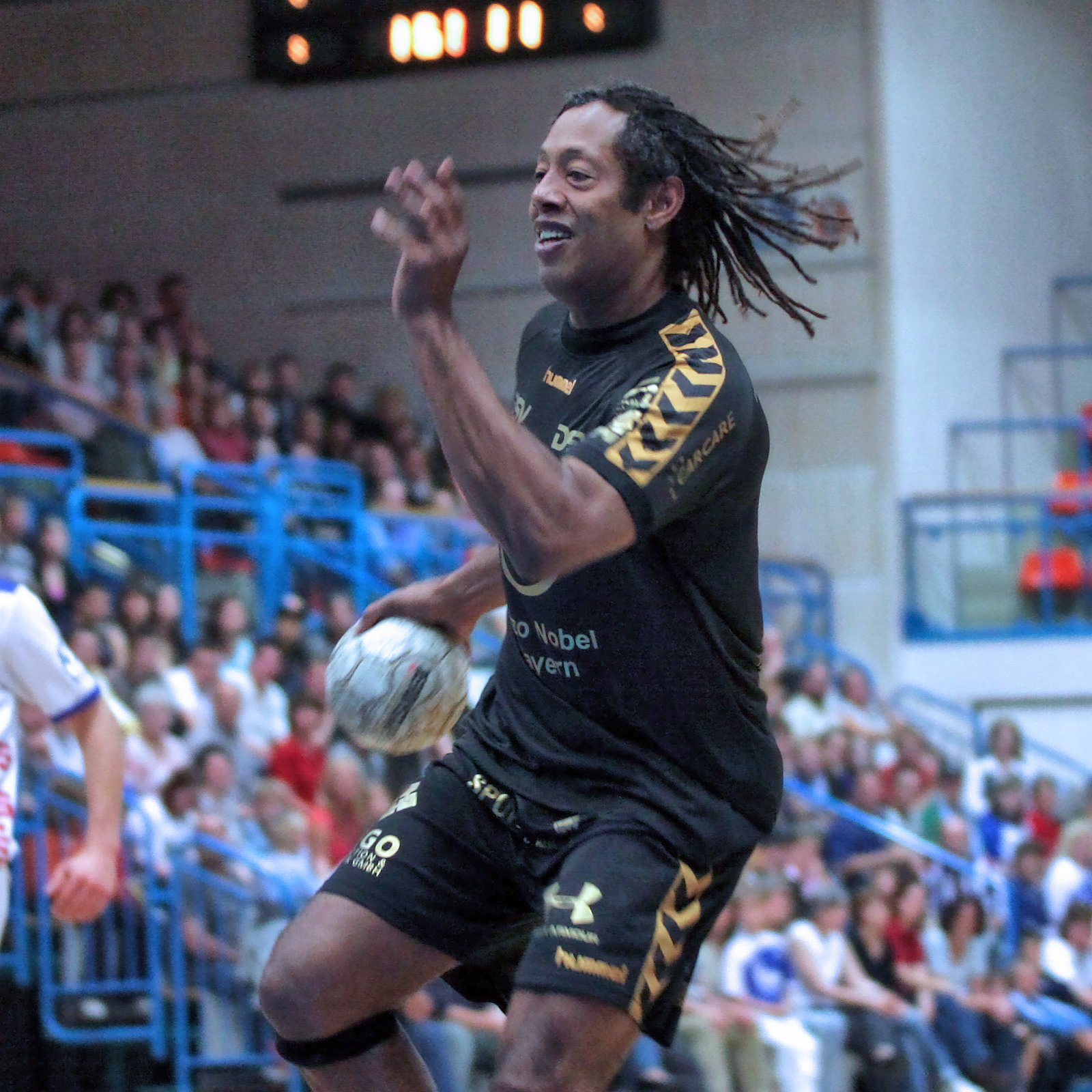
Lors du match d'adieu du joueur allemand Chrischa Hannawald, le 21 mai 2008.

### Enfance et formation

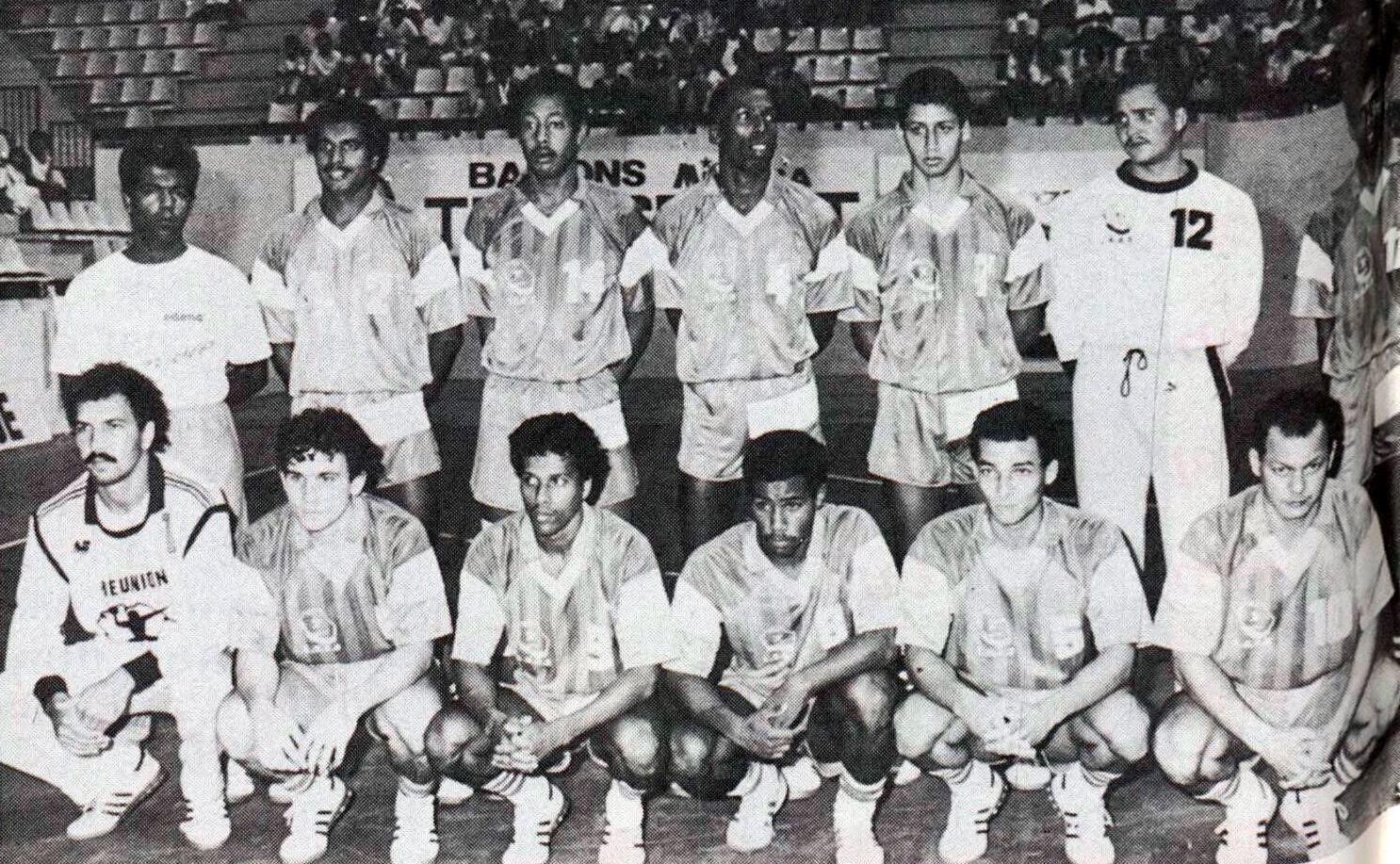
Jackson Richardson (n°14) avec la sélection de l'île de la Réunion en 1988.

Jackson Moïse Richardson découvre le handball à six ans. Dans le club de Saint-Pierre de La Réunion, il pratique d'abord intensément le football, le basket-ball et le handball avant d'opter définitivement pour ce dernier. Son frère Stéphane est également handballeur et joue[Quand ?] notamment au PSG-Asnières, en D2 et en D1, au GFCO Ajaccio, puis au Billère Handball. 
En août 1988, à l'occasion d'une tournée de l'équipe de France dans l'île et en lever de rideau des deux France-Suisse, la sélection de l'île de la Réunion joue et bat à deux reprises la Belgique. Daniel Costantini, l'entraîneur national, découvre alors un Jackson Richardson « qui a le potentiel d'un joueur de haut niveau ». 

### Débuts parisiens
En 1998, il est alors choisi pour rejoindre en métropole l'équipe militaire du bataillon de Joinville où est constitué un collectif appelé à disputer le Mondial espoirs de 1989. En parallèle, il est recruté par le Paris-Asnières qui évolue en Nationale 1A mais les 40 buts marqués par Richardson n'empêchent pas le club d'être relégué. 
Aux côtés de l'Islandais Júlíus Jónasson qui termine meilleur buteur, Richardson (98 buts) joue un rôle décisif dans le titre de Championnat de France Nationale 1B en 1990. De retour dans l'élite, Richardson s'impose de plus en plus comme une valeur sûre du championnat, terminant neuvième meilleur buteur et le club à la sixième place.

### Cinq ans couronnés à l'OM Vitrolles
En 1991, il rejoint l'équipe de l'OM Vitrolles et son palmarès s'enrichit des titres de champion de France en 1994 et 1996, des Coupes de France 1993 et 1995 et le premier trophée européen pour un club de handball français, la Coupe des vainqueurs de coupe 1993, trophée qui suit de quelques jours la Ligue des champions de football remportée par l'Olympique de Marseille,.

### Rebond en Allemagne
À l'été 1996, le club marseillais dépose le bilan et, comme d'autres joueurs, Richardson profite de l'arrêt Bosman pour tenter l'aventure à l'étranger et part jouer en Allemagne dans le club du TV Großwallstadt. 
Il y gagne une seconde coupe d'Europe, la Coupe des Villes (C4) en 2000. 

### Sur le toit de l'Europe avec Pampelune
En Espagne, au PSA Pampelune, il retrouve le très haut niveau européen avec à la clé, la Ligue des champions 2001 remportée face au FC Barcelone, un titre de champion d'Espagne l'année suivante et une nouvelle Coupe des coupes en 2004.

### Fin à Chambéry
Après plusieurs saisons à l'étranger, il revient jouer en France en 2005 au Chambéry Savoie Handball, club où il retrouve ses camarades de jeu Stéphane Stoecklin et Laurent Munier.
Alors qu'il doit en 2007 mettre un terme à sa carrière, il décide de prolonger l'expérience à Chambéry et est rejoint par un autre Réunionnais en la personne de Daniel Narcisse. C'est ainsi par un travail acharné qu'il réussit à atteindre ce niveau d'excellence, qui lui permettait à 39 ans de dominer encore le handball mondial.
Le 10 mai 2008, Jackson joue ce qu'il annonce alors le dernier match de sa carrière face à l'US Ivry et conclut sa magnifique carrière sur une belle victoire 34 à 33,.
En avril 2009, il retrouve les parquets pour finir la saison dans le club allemand du Rhein-Neckar Löwen, disputant notamment la demi-finale de la Ligue des champions.

### Parcours en équipe nationale
Avec l'équipe de France espoirs, Richardson participe aux côtés de Stéphane Stoecklin au championnat du monde junior 1989 (pl), terminé à la 6e place, soit le meilleur résultat d'une équipe française de handball.
En janvier 1990, il intègre l'équipe de France A, alors en pleine construction sous la houlette de Daniel Costantini, à l'occasion du Challenge Marrane. Il connaît sa première sélection le 16 janvier 1990 contre l'Algérie. Il est ensuite retenu en mars pour participer au championnat du monde 1990 en Tchécoslovaquie où l'équipe de France gagne sa qualification pour les Jeux olympiques de 1992 à Barcelone tandis que Richardson est élu meilleur joueur de la compétition,. Il prend rapidement un rôle majeur en équipe de France et cumule déjà 49 sélections et 68 buts au printemps 1991. 
Il se forge un très beau palmarès : tour à tour « Bronzé », à la suite de la médaille de bronze aux Jeux olympiques 1992 à Barcelone, puis « Barjot » après les titres de vice-champion du monde en 1993 et de champion du monde en 1995 en Islande, et enfin « Costaud » après celui de 2001 à Bercy, il a également atteint trois autres reprises le podium lors des Mondiaux 1997, 2003 et 2005. À titre individuel, il est notamment élu meilleur joueur du monde en 1995, champions des champions français décerné par le journal l'Équipe et joueur français du siècle selon la FFHB.
Cependant, il ne parvient pas à remporter de médaille aux Championnats d'Europe et surtout, alors que la France fait régulièrement partie des favoris des Jeux olympiques, il ne parvient pas à réitérer l'exploit de 1992 : alors que la 4e place en 1996 à Atlanta sonne le glas des Barjots.
L'échec à Athènes en 2004 est d'autant plus difficile que Richardson était le porte-drapeau de la délégation française et qu'il dispute ce qui doit être sa dernière compétition internationale.
Pour ne pas partir sur cette fausse note et sortir par la grande porte, le Réunionnais décide à trente-cinq ans de revêtir une dernière fois la tunique bleue pour partir au Mondial 2005. « Jack » se blesse lors de la demi-finale perdue face à la Croatie, ce qui sera son dernier match international. Il ne participe pas à la difficile victoire de ses coéquipiers en petite finale mais quitte bien, comme Grégory Anquetil et Guéric Kervadec, l'équipe de France sur médaille de bronze. Tous trois font leurs adieux quelques semaines plus tard à Bercy,.
Avec 417 sélections, il est le joueur le plus capé de l'équipe de France et même, à l'échelle internationale, le joueur ayant le plus de sélections (de).
Le 24 août 2008 au Palais national omnisports de Pékin, les joueurs de l'équipe de France, tout juste sacrés champions olympiques, portent Jackson en triomphe sur le parquet de leur exploit. Beaucoup d'entre eux sont ses coéquipiers auparavant. Richardson constitue le trait d'union de tous les succès du handball français depuis le début des années 1990, d'où ce « merci » spectaculaire qui lui est adressé par les vainqueurs de l'Islande (28-23) en finale des Jeux.

### Parcours d'entraîneur
En 2011, il signe à l'AS Monaco, club de nationale 3, en tant que dirigeant pour faire profiter le club de son expérience, mais l'expérience tourne court.
En 2014, il est nommé entraîneur adjoint de Mario Cavalli au Chambéry Savoie Handball, qui est alors le club formateur de son fils Melvyn, grand espoir du handball français. Le 20 octobre 2014, il devient entraîneur principal par intérim à la suite du départ de Mario Cavalli. Le 6 novembre 2014, le CSH annonce la venue d'un nouvel entraîneur principal en la personne du Croate Ivica Obrvan tout en confirmant Jackson Richardson au poste d'entraîneur adjoint, au lendemain d'une victoire d'un but à Nantes où son fils Melvyn joue ses premières minutes en D1 avec l'équipe professionnelle.
Cette première expérience sur un banc de touche apparaît comme une révélation pour Richardson puisque dès janvier 2015, il affirme vouloir prendre la tête d'une équipe professionnelle dès la saison suivante. Il devient entraîneur du Dijon Bourgogne Handball, en D2, à compter de la saison 2015-2016.
En avril 2017, il devient en parallèle sélectionneur de l'équipe nationale du Gabon. Il signe un contrat de 2 ans avec pour principal objectif de mettre en place une équipe compétitive pour la 23e édition du Championnat d'Afrique des nations organisé au Gabon. Pour cette tâche, le Français doit alors percevoir 15 000 €, soit 9,8 millions de Francs CFA par an hors primes. Seulement quelques mois après la CAN au cours de laquelle il mène le Gabon à la 5e place, le meilleur résultat de son histoire, son contrat est unilatéralement rompu par les autorités gabonaises. Fatigué d’attendre les onze mois de salaire et deux mois de prime impayée, Richardson décide alors en décembre 2020 de porter l’affaire devant le Tribunal arbitral de sport (TAS).
Au terme de son contrat en juin 2018, il annonce son départ du Dijon Métropole Handball pour des raisons personnelles.

### Activités hors-handball

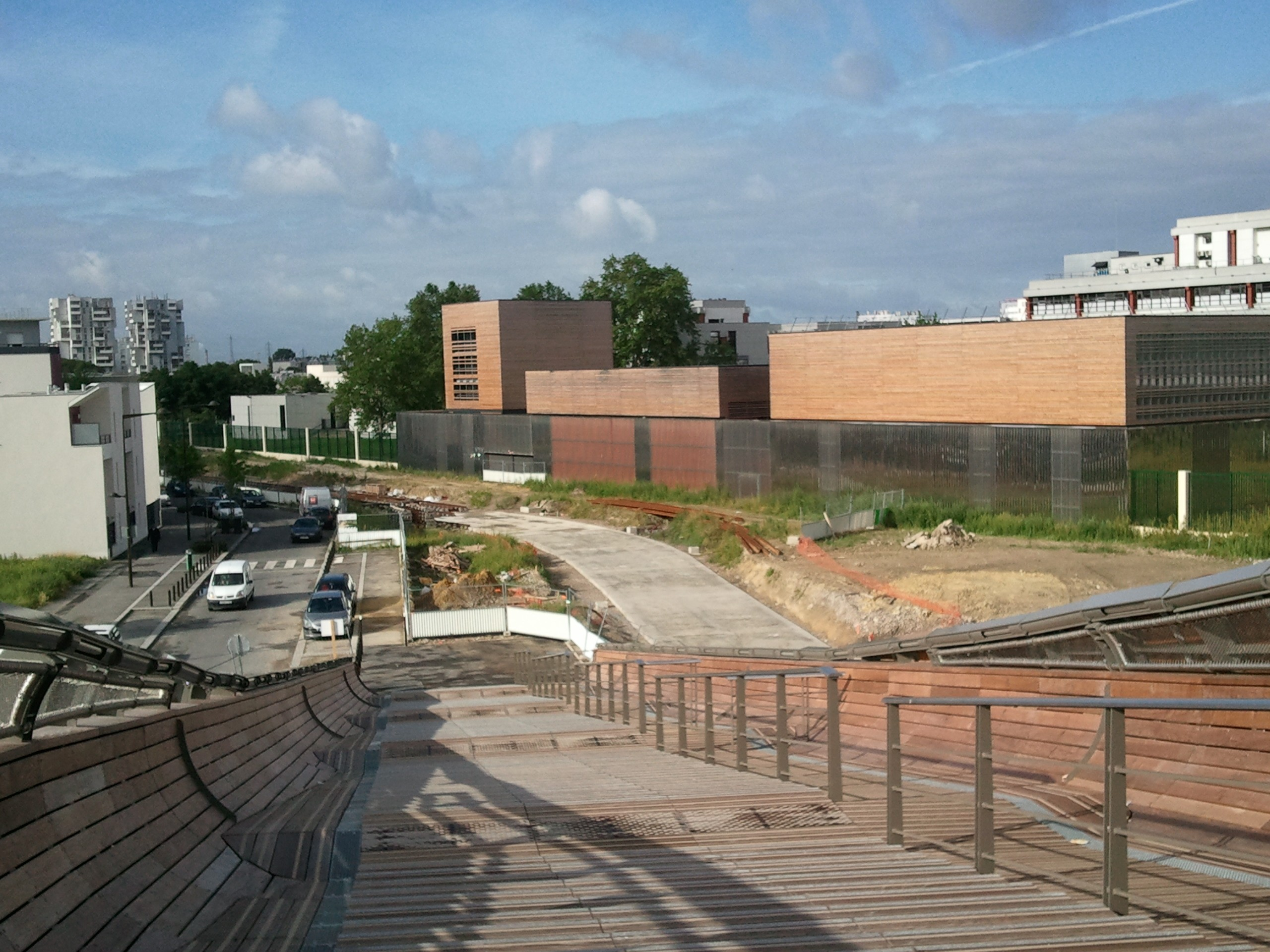
Le Gymnase universitaire Jackson-Richardson à Villetaneuse, vu depuis la passerelle qui donne accès au T11.

Plusieurs salles de sports portent son nom, comme à Elbeuf (Seine-Maritime, inaugurée par Jackson Richardson en septembre 2007), au Pouzin (Ardèche, également inaugurée par Jackson en 2007) ou au campus de Villetaneuse de l'Université Paris-XIII (inauguré par Jackson Richardson le 6 octobre 2011).
En février 2013, il participe à l'émission Splash : Le Grand Plongeon. Durant la même année, il participe notamment au jeu télévisé Pékin Express, 9e saison diffusé sur M6 en tant que passager mystère parmi d'autres stars telles que Adriana Karembeu ou Alexandra Rosenfeld.
Jackson Richardson est parrain de l'Association européenne contre les leucodystrophies (ELA) et a inauguré en mai 2012 la nouvelle antenne ELA Océan Indien sur l'île de la Réunion.
En septembre 2019, il annonce qu'il se présentait sur la liste de Bruno Gilles (LR) à Marseille pour les élections municipales de 2020.

## Style de jeu
Élu meilleur joueur du monde en 1995, son style tout en improvisation et son instinct en particulier en défenseur avancé font de lui un des joueurs les plus reconnus de sa génération. 

## Palmarès collectif

### En sélection nationale
En équipe de France, Jackson Richardson cumule 417 sélections et 787 buts (dont 5 jets de 7 m) entre le 16 janvier 1990 et le 5 février 2005. Ses résultats en compétitions internationales sont :
Jeux olympiques
- Médaillé de bronze aux Jeux olympiques 1992 de Barcelone,  Espagne
- 4e place aux Jeux olympiques 1996 d'Atlanta,  États-Unis
- 6e place aux Jeux olympiques 2000 de Sydney,  Australie
- 5e place aux Jeux olympiques 2004 d'Athènes,  Grèce

Championnats du monde
- 9e place au Championnat du monde 1990 en  Tchécoslovaquie
- Médaille d'argent au Championnat du monde 1993 en  Suède
- Médaille d'or au Championnat du monde 1995 en  Islande
- Médaille de bronze au Championnat du monde 1997 au  Japon
- 6e place au Championnat du monde 1999 en  Égypte
- Médaille d'or au Championnat du monde 2001 en  France
- Médaille de bronze au Championnat du monde 2003 au  Portugal
- Médaille de bronze au Championnat du monde 2005 en  Tunisie

Championnats d'Europe
- 6e place au Championnat d'Europe 1994 au  Portugal
- 7e place au Championnat d'Europe 1996 en  Espagne
- 7e place au Championnat d'Europe 1998 en  Italie
- 4e place au Championnat d'Europe 2000 en  Croatie
- 5e place au Championnat d'Europe 2002 en  Suède

Divers
- 6e place au Championnat du monde espoirs 1989 (pl)[13]
- Médaille d'or aux Goodwill Games de 1994 à Saint-Pétersbourg en  Russie
- Médaille de bronze aux Jeux méditerranéens de 2001

### En clubs
Il participe au premier trophée européen d'un club de handball français, la Coupe des vainqueurs de coupe 1993,.
Compétitions internationales
- Vainqueur de la Ligue des champions (C1) (1) : 2001 (avec PSA Pampelune)
  - Finaliste en 2003
- Vainqueur de la Coupes des vainqueurs de coupe (C2) (2) : 1993 (avec OM Vitrolles), 2004 (avec PSA Pampelune)
- Vainqueur de la Coupe des Villes (C4) (1) : 2000 (avec TV Großwallstadt)
- Vainqueur de la Supercoupe d'Europe (1) : 2000-2001 (avec PSA Pampelune)

Compétitions nationales
En 1991, il rejoint l'équipe de l'OM Vitrolles et son palmarès s'enrichit des titres de champion de France en 1994 et 1996, des Coupes de France 1993 et 1995,.
- Vainqueur du Championnat de France (2) : 1994, 1996
- Vainqueur du Championnat de France de D2 (1) : 1990
- Vainqueur de la Coupe de France (2) : 1993, 1995
- Vainqueur du Championnat d'Espagne (2) : 2002, 2005
- Vainqueur de la Coupe d'Espagne (1) : 2001
- Vainqueur de la Supercoupe d'Espagne (2) : 2001, 2002

## Distinctions individuelles

### Distinctions globales
À titre individuel, il est notamment élu meilleur joueur du monde en 1995, champions des champions français décerné par le journal l'Équipe et joueur français du siècle selon la FFHB.
Avec 417 sélections, il est le joueur le plus capé de l'équipe de France et même, à l'échelle internationale, le joueur ayant le plus de sélections (de).
Le 30 avril 2023, il entre dans le Hall of Fame du handball français.
- Chevalier de la Légion d'honneur en 2001[35]
- Élu meilleur handballeur mondial de l'année en 1995
  - Nommé à l'élection en 1994, 1997, 1998, 1999, 2000, 2001 et 2002
- Élu meilleur demi-centre de la Ligue des champions sur la période 1993-2013
- Nommé à l'élection du meilleur handballeur de tous les temps en 2000
- Joueur français du siècle selon la Fédération française de handball[36]
- Champions des champions français de L’Équipe en 2001
- Porte-drapeau de la délégation française aux Jeux méditerranéens de 2001[37]
- Porte-drapeau de la délégation française aux Jeux olympiques d'Athènes de 2004[18],[38]
- recordman de sélections de toutes les équipes nationales de handball avec 417 matchs joués.

### Distinctions à la suite d'une compétition
- Élu meilleur joueur des championnats du monde 1990[16] et 1995[39] et du Championnat d'Europe 2000[40]
- Élu meilleur demi-centre du Championnat du monde 1995[41] et du Championnat d'Europe 2000[40]
- Élu meilleur joueur étranger du Championnat d'Espagne (2) : 2001[42], 2002[43]
- Élu meilleur demi-centre du Championnat d'Espagne[44] (3) : 2003, 2004, 2005